# Fairport Convention
Fairport Convention é considerada a primeira banda inglesa de electric folk. Formada em abril de 1967 por Simon Nicol, Richard Thompson, Ashley Hutchings e Shaun Frater, o Fairport rapidamente evoluiu do estilo de versões cover de músicas "west coast" estadunidenses para um estilo individual que mesclava rock com canções tradicionais britânicas.
Marcada por várias mudanças na formação em sua primeira década, o Fairport Convention desmembrou-se temporariamente em 1979 mas continuou tocando em reuniões anuais até seu retorno em 1985. Desde estão, o grupo permanece estável e continua a viajar em turnê e a lançar álbuns regularmente.

## Integrantes
Formação de 2007:
- Simon Nicol (guitarra, vocais): 1967 - 1971, 1976 - presente
- Dave Pegg (baixo, bandolim, backing vocal): 1970 - presente
- Ric Sanders (violino, ocasionalmente teclado): 1985 - presente
- Chris Leslie (violino, bandolim, bouzouki, vocais): 1997 - presente
- Gerry Conway (bateria e percussão): 1998 - presente

Ex integrantes:
- Ashley Hutchings (baixo) 1967 - 1969
- Bob Brady (piano) 1976
- Bruce Rowland (bateria) 1975 - 1984
- Dan Ar Braz (guitarra) 1976
- Dave Mattacks (bateria, teclado) 1969 - 1972, 1973 - 1975, 1985 - 1997
- David Rea (guitarra) 1972
- David Swarbrick (violino, bandolim, vocais) 1969 - 1984
- Iain Matthews (vocais) 1967 - 1968
- Jerry Donahue (guitarra) 1972 - 1975
- Judy Dyble (vocais, harpa, gravadores) 1967 - 1968
- Maartin Allcock (guitarra, bandolim, teclado, vocais) 1985 - 1996
- Martin Lamble (bateria) 1967 - 1969
- Paul Warren (bateria) 1972
- Richard Thompson (guitarra, vocais) 1967 - 1971
- Roger Burridge (violino) 1976
- Roger Hill (guitarra) 1972
- Sandy Denny (vocais, piano) 1968 - 1969, 1974 - 1975
- Tom Farnell (bateria) 1972
- Trevor Lucas (guitarra, vocais) 1972 - 1975

## Discografia

### Álbuns de estúdio
- Fairport Convention 1968
- What We Did on Our Holidays Janeiro de 1969
- Unhalfbricking Julho de 1969
- Liege & Lief Dezembro de 1969
- Full House Julho de 1970
- Angel Delight 1971
- Babbacombe Lee 1971
- Rosie 1973
- Nine 1973
- Rising for the Moon 1975
- Gottle O'Geer 1976
- The Bonny Bunch of Roses 1977
- Tipplers Tales 1978
- Gladys Leap 1985
- Expletive Delighted 1986
- In Real Time 1987
- Heyday 1987
- Red And Gold 1989
- The Five Seasons 1990
- Jewel in the Crown 1995
- Old New Borrowed Blue 1996 (Fairport Acoustic Convention)
- Who Knows Where the Time Goes 1997
- The Cropredy Box 1998
- Cropredy 98 1999
- The Wood and the Wire 1999
- XXXV 2001
- Over the Next Hill 2004
- Sense of Occasion 2007

### Ao Vivo
- Fairport Live Convention 1974, vulgo A Moveable Feast
- Live at the L.A. Troubadour Janeiro de 1977 (Gravado em Setembro de 1970)
- Farewell Farewell 1979, vulgo Encore Encore
- Moat On The Ledge - Live At Broughton Castle 1982
- House Full Junho de 1986 (Gravado em Setembro de 1970)
- 25th Anniversary Concert 1992
- The Quiet Joys of Brotherhood 2004
- Journeyman's Grace 2005
- Live at the BBC 2007

### Coletâneas
- History of Fairport Convention 1972
- Tour Sampler 1975 (Apenas no Reino Unido)
- The Woodworm Years 1991
- Rhythm Of The Times 2003